# Усадки (Чувашия)
Уса́дки (Лакреиха, Своебоярское) — историческая местность в городе Чебоксары Чувашской Республики Российской Федерации. Деревня Чебоксарского района, вошедшая в состав Чебоксар (с 20 августа 1940 года:259). Рядом с деревней находился дубравный лес, названный Лакреевским, на основе которого в советское время был обустроен старейший парк Чебоксар — «Лакреевский лес».

## Топоним
В топонимике современных Чебоксар присутствуют улицы Усадская и 2-я Усадская.

### Исторические и прежние названия
- Скоробоярское Усад тож (1646)[2];
- Своебоярское, Усад тож (1781—1782)[3];
- Своебоярское (Лакреева Усадка) (1859)[4];
- Усадки (Лакреиха) (1897)[5];
- Усадки (Лакреева) (1907)[6];
- Усадки (1917);
- Первые Усадки (1923—1926);
- Лакреиха (1926)[1]:259;
- Вторые Усадки (? —1929)[1]:144.

## География
Усадки — деревня, или Лакреиха, [а по старинному — Старобоярское]. Расположена <…> на возвышенности, при речке Чебоксарке. Близ деревни, по дороге из г. Чебоксар в с. Вомбу-касы есть два кургана [олын-тупры — по чувашски].— Приволжские города и селения в Казанской губернии, 1892.

## История
В переписной книге 1649 года наряду с другими русскими селениями, возникшими за 70 предшествующих лет вокруг Чебоксар на землях ясачных чувашей, упоминается и помещичье сельцо Скоробоярское Усад тож:36.
По Переписной книге Чебоксарского уезда 1646 года деревня принадлежала Матвею Ивановичу Болотникову (из дворян и детей боярских Муромско-Нижегородского края):41: 

 Поместье Матвея Иванова сына Болотникова:

Сельцо Скоробоярское на ручье на Тайболке. Дворы крестьянские: 1) 1 + 2 сына; 2) 1 + 2 сына; 3) 1 + 1 сын; 4) 1 (Г. Гаврилов) + 1 сын, «да у него ж, Гарасимка, брат ево Уварко Гаврилов бежал во 153 году»; 5) 1 + 3 сына; 6) 1 + 2 сына + 1 брат; 7) 1 + 2 сына. Дворы бобыльские: 1) 1 + 1 сын; 2) 1 + 4 сына; 3) 1 + 1 внук «Бобыль бездворной и безпашенной Силка Васильев сын, бездетен, кормится — ходит по миру».— РГАДА, Ф. 1209
Принадлежала семье Лакреевых, за что также называлась Лакреихой. В 1710—1740 годах владельцем был помещик Фёдор Андреевич Лакреев-Панов, секретарь Свияжской провинциальной канцелярии, в 1730-х годах он построил на своей земле винокуренный завод, производивший до 700 вёдер вина в год. Завод действовал несколько десятков лет:109.
Позднее деревней владели Лакреевы-Пановы, Александра Ивановна Сокольская (по состоянию на 1861 год).
После 1861 года деревню унаследовали дворяне, помещики Вотчалы. До революции последние владельцы земель в деревне — Е. Ф. Вотчал и Л. Ф. Вотчал.
В 1939 году в соответствии с генеральным планом в городскую черту Чебоксар были включены земли 11 прилегающих к городу деревень Чебоксарского района: Набережная, Якимово, Банново, Соляное, Кнутиха, Будайка, Усадки, Заводская, Рябиновка, Новоилларионово, Сосновка, дополнительно — Кошкино, Завражная:264. 26 июля 1940 года Указом Президиума Верховного Совета РСФСР 5 пригородных населённых пунктов: Геронтьевская Слобода, Кнутиха, Набережная, Усадки, Чапаево (бывш. Будайка) были включены в состав Чебоксар:71.
Ныне на полях деревень Усадки и Будайка расположены сквер Чапаева и часть проспекта Ленина.

### Административно-территориальная принадлежность
До 1 октября 1927 года — в составе Чебоксарской волости Чебоксарского уезда (в 1924—1927 годах волостной центр находился в деревне Первые Усадки), с 1 октября 1927 года — в Чебоксарском районе:144, 259.
Сельские советы: Первые Усадки / Усадки — Усадский (с 1 октября 1927 года до 20 августа 1940 года):259; Вторые Усадки — Кочаковский (с 1 октября 1927 года до 1929 года; позже Вторые Усадки не упоминаются):144.

## Население
В 1646 году — 30 мужчин.
При ревизии 1722 года — 77 мужчин.
Согласно «Ведомости о наместничестве Казанском» 1781—1782 годов в сельце Своебоярском, Усад тож (при ключе) проживали 118 помещичьих крестьян.
В 1859 году во владельческой деревне Своебоярское (Лакреева Усадка) при речке Чебоксарка насчитывалось 15 дворов, 60 мужчин и 52 женщины.
Согласно переписи населения 1897 года в деревне Усадки (Лакреихе) Чебоксарского уезда проживали 226 человек, русские.
В 1907 году в деревне Усадки (Лакреева) Чебоксарской волости проживал 221 человек, русские.

### Религия
По состоянию на конец XIX — начало XX века жители сельца Усадки были прихожанами чебоксарской Вознесенской церкви (каменная, построена в 1703 году, трёхпрестольная, главный престол — в честь Вознесения Господня; церковь была закрыта в 1941 году, не сохранилась).

## Памятники и памятные места
Памятник воинам, павшим в Великой Отечественной войне 1941—1945 гг. (ул. 2-я Усадская).

## Прочее
Зафиксирован чебоксарский обычай, существовавший в середине XIX века:

От дня Пасхи, продолжающиеся хороводы, по вечерам в воскресенье и праздничные дни, дают место и нарочитым гульбищам в ближайших деревнях.
Так, в день Вознесения ходят в Грязево, в Троицын день — в Лакреево, в Духов — в Кнутиху, а в заговенье, пред Петровым постом посещают заштатную пустынь Геронтьевскую, где испивши из родника холодной ключевой воды и походя между могил по ограде, возвращаются на Крутую гору правого берега Волги. Здесь песни деревенских певиц и их вычурные пляски доставляют удовольствие градской публике, которая и на прочих прежде сказанных гуляньях утешается только тем же манером с присоединением к тому, что в тех деревнях публика прошивается по господским садам и молодежь качается на качелях. Тут найдется несколько простых лакомств у продавцов. А знакомые у господ в крестьянах находят выпивку. К вечеру возвращается городское общество в город, а деревенские в свои селения.— П. С. Попов, 1853.